# Monaeses fuscus
Monaeses fuscus là một loài nhện trong họ Thomisidae.
Loài này thuộc chi Monaeses. Monaeses fuscus được miêu tả năm 1984 bởi Dippenaar-Schoeman.